# 桑捷站
桑捷站（法語：Sentier）是巴黎地鐵3號線的一個車站，位於巴黎第二區，得名于以桑捷街区命名的桑捷路。桑捷站開業於1904年11月20日。桑捷站由埃克托尔·吉马尔設計，其入口被列入歷史紀念建築。

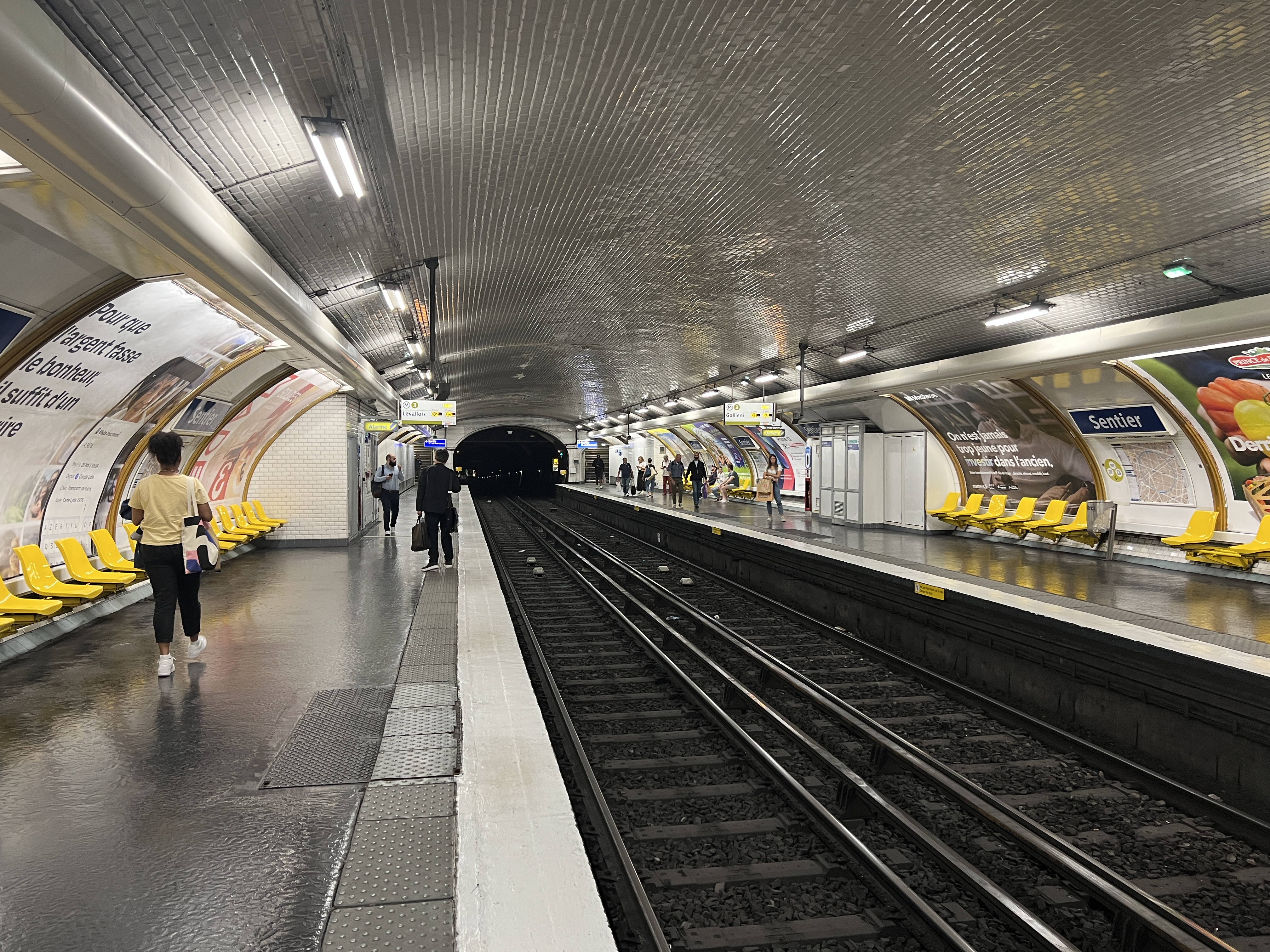
月台 (2022年6月)

## 車站結構
| 街道層 |                    |                                   |
| B1     | 夾層               |                                   |
| 月台層 | 側式月台，右側開門 | 側式月台，右側開門                |
| 月台層 | 西行               | 往勒瓦卢瓦桥-贝孔（證券交易所）   |
| 月台層 | 東行               | 往加列尼（列奥米尔-塞瓦斯托波尔） |
| 月台層 | 側式月台，右側開門 |                                   |